# 格拉茨美术馆

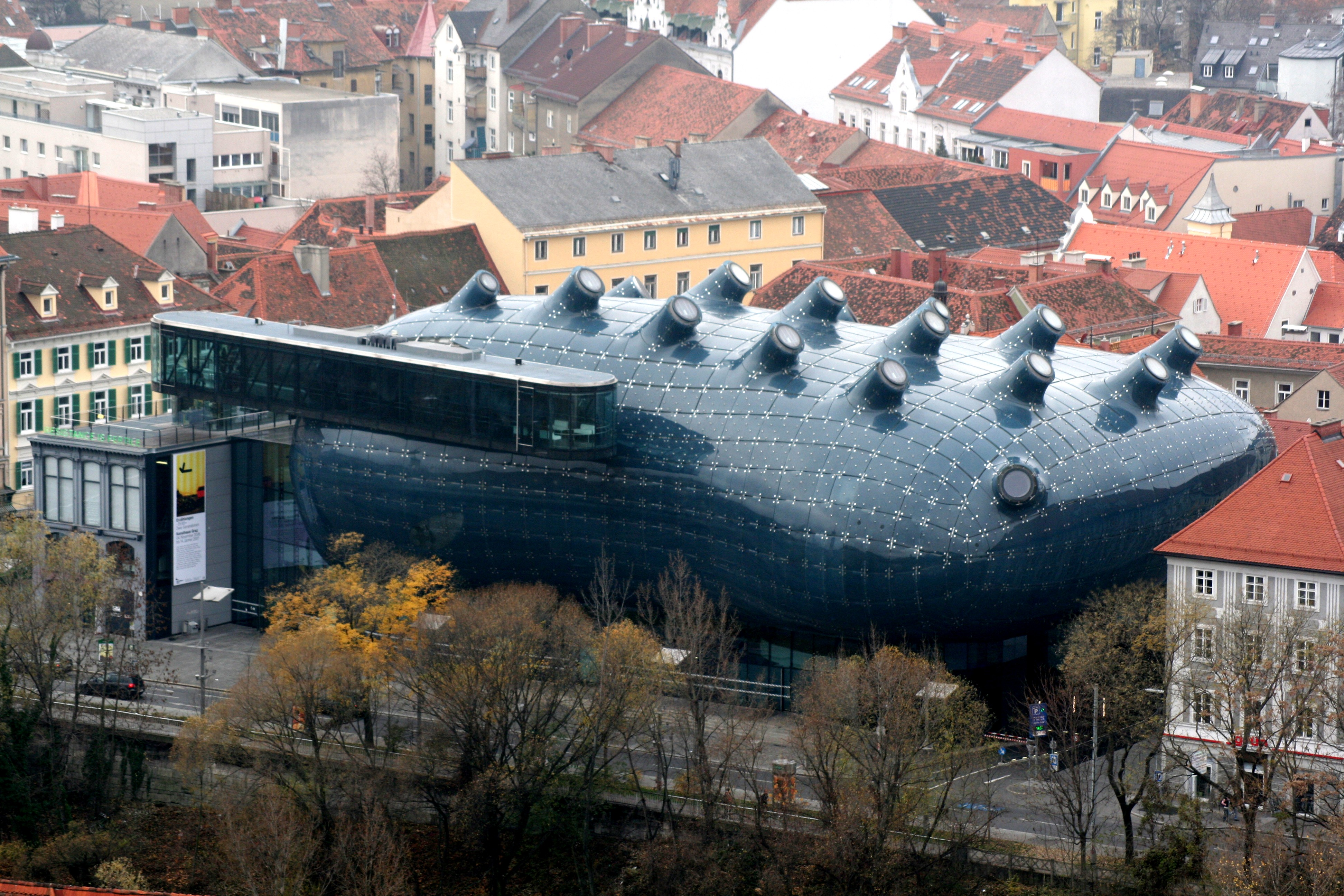
格拉茨美术馆

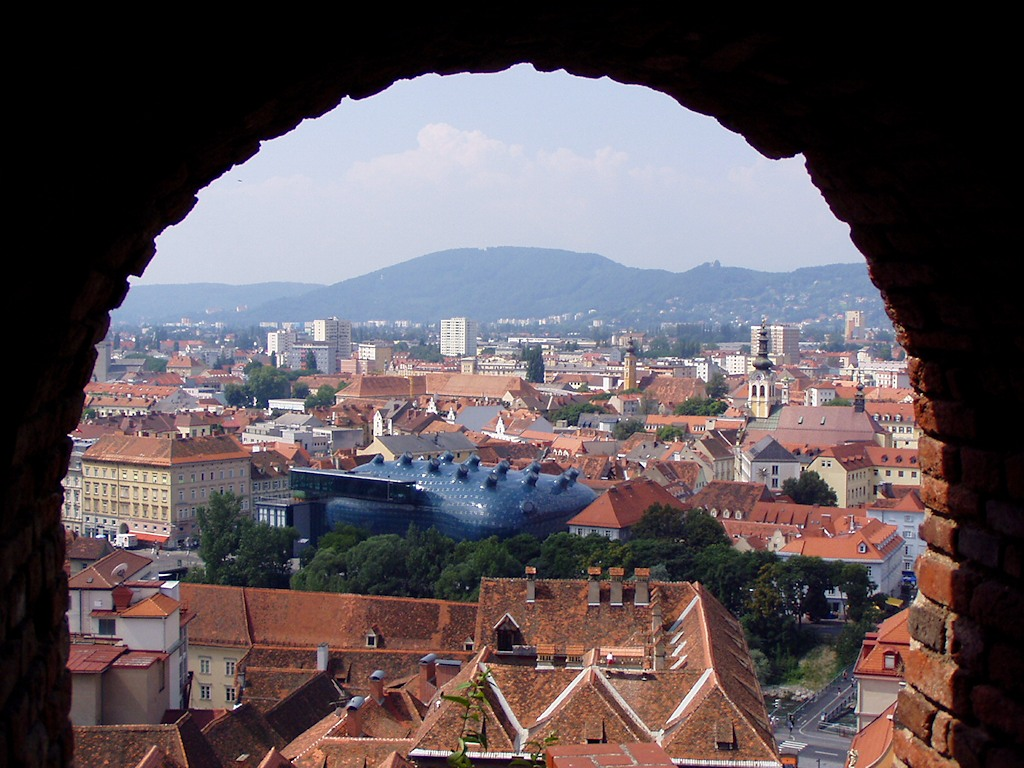
格拉茨美术馆

格拉茨美术馆（德語：Kunsthaus Graz）是奥地利格拉茨地一处建筑地标，为2003年欧洲文化之都庆祝活动的一部分，专门用于展示过去四十年的当代艺术。

## 建筑
该建筑采用不同寻常的现代主义建筑形式，尺度巨大，由科林·傅里涅与彼得·库克合作设计。与格拉茨周围巴洛克式的历史氛围和大片红色屋顶形成强烈对比。

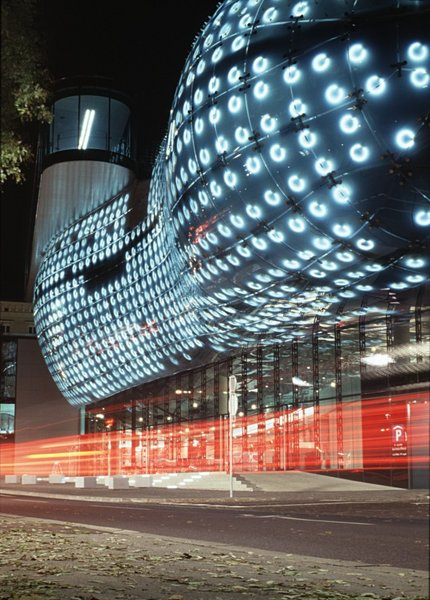